# Culture de Dorset
Subdivisions
Ancien ; moyen ; récent ; tardif,
Objets typiques
Outils lithiques (microlames, burins, etc.
), ; figurines zoomorphes ; structures mégalithiques de type « maisons longues »,
La culture de Dorset, ou culture Dorset voire Dorsétien, est une culture archéologique antérieure à la culture inuit, de l'Arctique nord-américain, notamment au nord du Canada actuel et au Groenland. Elle se caractérise par une industrie lithique de microlames, de petits villages de maisons rectangulaires semi-enterrées et un art sophistiqué,,.

## Définition

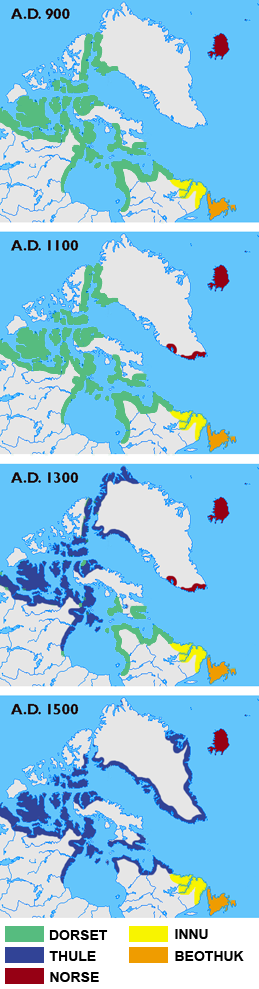
Expansion territoriale de différentes cultures dans l'Arctique.

La culture de Dorset a été nommée et définie en 1925 par l'anthropologue Diamond Jenness, pour désigner un ensemble d'artefacts archéologiques provenant du cap Dorset, dans le Nunavut, et semblant avoir été produits par des groupes humains au style de vie différent de celui des Inuits et plus anciens.
Le Dorsétien a par la suite été subdivisé en quatre périodes : ancien (500 avant notre ère), moyen (0-600), récent (900-1350) et tardif. On trouve des éléments culturels dorsétiens dans des sites thuléens, jusqu'au XVe siècle.

### Discussions autour du concept
C'est de l'expression Cape Dorset Culture (Culture du Cap Dorset), utilisée pour la première fois par Jenness en 1925, que fut tiré le concept de « culture de Dorset », considérée par celui-ci comme liée au peuple paléosibérien des Tchouktches, appelé dans la tradition orale Inuit « Saqqaq » ou « Sivullirmiut » et considéré comme précédant les « Tuniit », ancêtres supposés des Inuits, qui eux sont reliés à la Culture de Thulé.
Il est à signaler que certains historiens[Qui ?] disent que le peuple de la culture de Dorset serait peut-être aussi à l'origine du site de l’Anse aux Meadows, habituellement attribué aux Vikings groenlandais. Dans cette thèse, le peuple Dorsetien aurait été métissé de Vikings après avoir accueilli les survivants des comptoirs groenlandais du Vestribyggð : « colonisation de l'ouest », abandonnés au XIIIe siècle. Selon les archéologues de « Parcs Canada », il semble que certains sites traditionnellement attribués aux Dorset soient en fait des comptoirs commerciaux construits et occupés par les Vikings groenlandais. L'institut gouvernemental réexamine actuellement ses archives et ses sites archéologiques. Quatre sites ont été identifiés comme potentiellement vikings : Nunguvik, Nanook et l'île Willows au Nunavut, ainsi que l'île Avayalik au Labrador, mais il ne s'agit, peut-être, que d'une interprétation liée au protochronisme européen. Cette thèse reste donc en débat.

## Caractéristiques

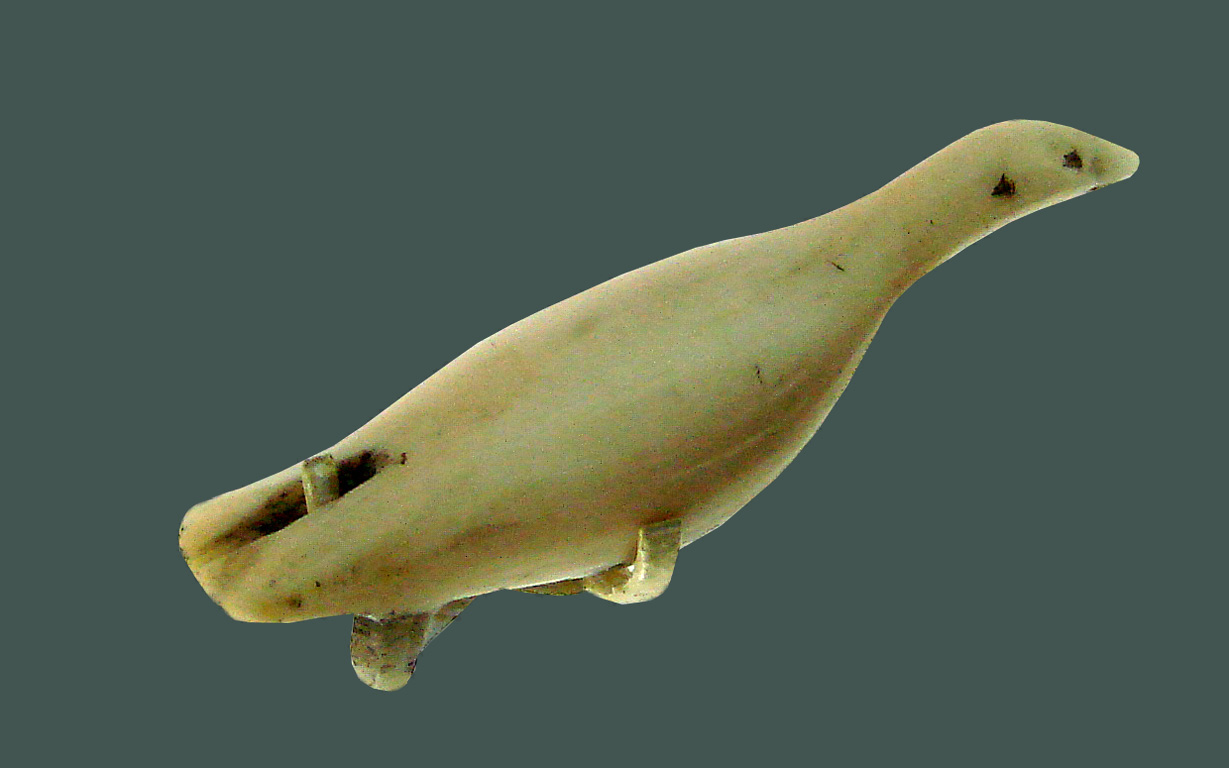
Figurine zoomorphe dorsétienne

Les Dorsétiens étaient des chasseurs qui pratiquaient des échanges commerciaux à grande distance, si on en juge par la découverte d'objets en pierre issues de carrières éloignées. Pour se déplacer, ils utilisaient des skis miniaturisés et des kayaks, et peut-être aussi des traîneaux à chiens. La culture de Dorset se caractérise par l'absence de vestiges d'arc, de flèche et de foret à archet.
L'art dorsétien se caractérise par des figurines animales et des masques humains miniaturisés.

## Chronologie
Vers 800 av. J.-C. les Dorsétiens occupaient la plus grande partie de l'Arctique canadien et commencèrent à coloniser le Groenland. Ils occupèrent tout le Groenland jusqu'en l'an 1 environ, époque à laquelle ils disparurent de l'île, avant d'y revenir au VIIIe siècle.
Ils ont recolonisé le nord-ouest du Groenland vers 700. Les Vikings, à partir de 970, signalèrent qu'ils avaient rencontré de nombreux vestiges d'occupation mais aucun autochtone au Groenland. Néanmoins les Dorsétiens survécurent au Groenland environ jusqu'en 1300 et des objets d'origine viking ont été découverts dans leurs campements : des échanges ont peut-être eu lieu.

## Répartition géographique et principaux sites

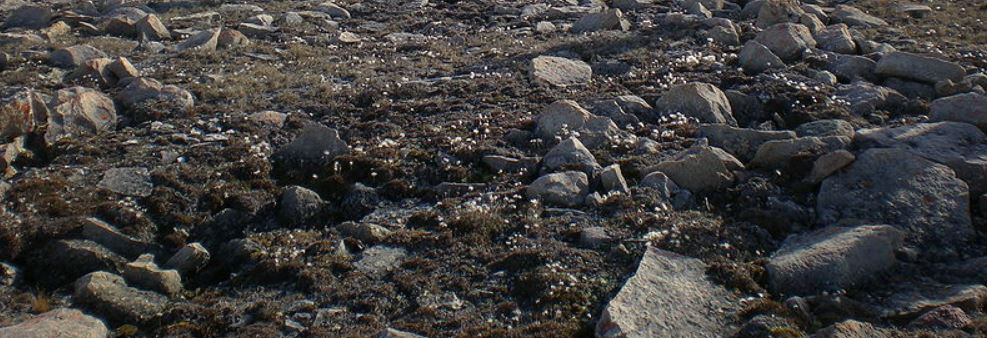
Vestiges d'une « maison longue » en pierre dorsétienne découverte fortuitement près d'Ikaluktutiak, au Nunavut.

### Au Canada
L'une des plus importantes zones canadiennes ayant délivré des gisements et vestiges d'époque dorsétienne est l'aire d'Igloolik, dans l'île de Baffin. Les sites archéologiques de cette aire, identifiés par Jenness en 1925 fouillées durant une campagne conduite entre le 19 mai et le 21 septembre 1954 ont révélé de nombreux outils lithiques, des têtes de harpon à base large, des pointes de lance, le tout associé à des figurines zoomorphes fabriquées en os de phoque et/ou en bois de renne, ainsi que des masques sculptés représentant des visages grimaçants.

## Dorsétiens et Inuits
Les légendes inuit mentionnent les Tuniit (singulier: Tuniq) et les Saqqaq ou Sivullirmiut (les premiers habitants), qui selon ces légendes, étaient plus grands et plus forts que les Inuits, mais ont été facilement effrayés par l'avancée des Inuits. Ils auraient eu une excellente compréhension de leur environnement, mais avaient une technologie inférieure à celle des Inuits. Leur outillage a vraisemblablement été peu adapté aux conditions climatiques plus dures de la fin du premier millénaire.
La culture de Dorset descend de la culture de pré-Dorset, qui a été la première culture pré-eskimau à s'établir dans l'arctique canadien. Cette population, qui avait probablement des liens tant culturels que biologiques (génétiques) avec les Tchouktches, a traversé le détroit de Béring vers -2000.